# Gargas (Vaucluse)
Pour les articles homonymes, voir Gargas.
Gargas [ɡaʁɡas] est une commune française située dans le département de Vaucluse, en région Provence-Alpes-Côte d'Azur.

## Géographie

### Localisation

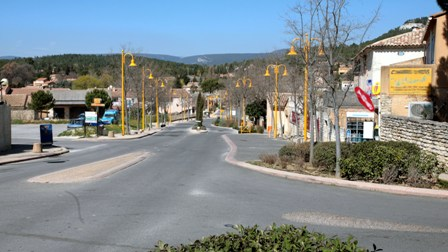
Ambiance du village.

Le bourg est situé entre les monts de Vaucluse et le petit Luberon, à 4 km à l'ouest d'Apt et au nord de la route nationale 100.

### Communes limitrophes
|            | Saint-Saturnin-lès-Apt |     |
| Roussillon | Gargas                 | Apt |
| Bonnieux   | Apt                    | Apt |

### Géologie et relief
Ce village a donné son nom à une couche géologique du crétacé inférieur, le gargasien,, qui est essentiellement composé de marnes grise et verte. Celles-ci sont très riches en fossiles : ammonites, bélemnites, oursins, huîtres, etc. Le sous-sol fournit aussi du gypse fer-de-lance ainsi que de magnifiques roses des sables.
L'on trouve trois collines autour du bourg : la colline de Perréal (471 mètres), la colline de la Gardette, et la colline du Fort.

### Climat
Pour des articles plus généraux, voir Climat de Provence-Alpes-Côte d'Azur et Climat de Vaucluse.
En 2010, le climat de la commune est de type climat méditerranéen franc, selon une étude du Centre national de la recherche scientifique s'appuyant sur une série de données couvrant la période 1971-2000. En 2020, Météo-France publie une typologie des climats de la France métropolitaine dans laquelle la commune est exposée à un climat méditerranéen et est dans la région climatique Provence, Languedoc-Roussillon, caractérisée par une pluviométrie faible en été, un très bon ensoleillement (2 600 h/an), un été chaud (21,5 °C), un air très sec en été, sec en toutes saisons, des vents forts (fréquence de 40 à 50 % de vents > 5 m/s) et peu de brouillards.
Pour la période 1971-2000, la température annuelle moyenne est de 13 °C, avec une amplitude thermique annuelle de 17 °C. Le cumul annuel moyen de précipitations est de 741 mm, avec 5,7 jours de précipitations en janvier et 3 jours en juillet. Pour la période 1991-2020, la température moyenne annuelle observée sur la station météorologique de Météo-France la plus proche, « Apt-Viton », sur la commune d'Apt à 4 km à vol d'oiseau, est de 13,9 °C et le cumul annuel moyen de précipitations est de 770,3 mm. 
La température maximale relevée sur cette station est de 43,6 °C, atteinte le 28 juin 2019 ; la température minimale est de −16,4 °C, atteinte le 7 janvier 1985,,.
| Mois                                  | jan.             | fév.           | mars             | avril         | mai           | juin          | jui.           | août           | sep.           | oct.            | nov.             | déc.            | année      |
| ------------------------------------- | ---------------- | -------------- | ---------------- | ------------- | ------------- | ------------- | -------------- | -------------- | -------------- | --------------- | ---------------- | --------------- | ---------- |
| Température minimale moyenne (°C)     | −0,4             | −0,7           | 2,1              | 5             | 8,9           | 12,2          | 14,4           | 14,5           | 11,2           | 8,3             | 3,5              | 0,3             | 6,6        |
| Température moyenne (°C)              | 5,4              | 6,1            | 9,7              | 12,6          | 16,7          | 20,6          | 23,5           | 23,4           | 19             | 14,7            | 9,3              | 5,9             | 13,9       |
| Température maximale moyenne (°C)     | 11,2             | 13             | 17,2             | 20,2          | 24,5          | 29,1          | 32,5           | 32,3           | 26,8           | 21,1            | 15               | 11,4            | 21,2       |
| Record de froid (°C) date du record   | −16,4 07.01.1985 | −15,6 12.02.12 | −13,4 07.03.1971 | −5 05.04.22   | −2 06.05.1991 | 1,4 03.06.06  | 4,9 22.07.1980 | 4,6 31.08.1986 | 0,2 21.09.1977 | −4,8 30.10.1997 | −11,5 30.11.1978 | −15 03.12.1973  | −16,4 1985 |
| Record de chaleur (°C) date du record | 21,9 28.01.02    | 24,7 28.02.19  | 27,1 30.03.12    | 30,5 08.04.11 | 34,5 22.05.22 | 43,6 28.06.19 | 41 19.07.22    | 42,2 23.08.23  | 37,6 04.09.23  | 32,6 08.10.23   | 24,9 01.11.22    | 21,9 05.12.1979 | 43,6 2019  |
| Précipitations (mm)                   | 68,9             | 44,1           | 46,7             | 74,8          | 68,9          | 38,3          | 27,1           | 36,7           | 84,6           | 97,9            | 113,5            | 68,8            | 770,3      |

| Diagramme climatique                                  |            |             |           |             |              |              |              |              |             |            |             |
| J                                                     | F          | M           | A         | M           | J            | J            | A            | S            | O           | N          | D           |
| 11,2−0,468,9                                          | 13−0,744,1 | 17,22,146,7 | 20,2574,8 | 24,58,968,9 | 29,112,238,3 | 32,514,427,1 | 32,314,536,7 | 26,811,284,6 | 21,18,397,9 | 153,5113,5 | 11,40,368,8 |
| Moyennes : • Temp. maxi et mini °C • Précipitation mm |            |             |           |             |              |              |              |              |             |            |             |

Les paramètres climatiques de la commune ont été estimés pour le milieu du siècle (2041-2070) selon différents scénarios d'émission de gaz à effet de serre à partir des nouvelles projections climatiques de référence DRIAS-2020. Ils sont consultables sur un site dédié publié par Météo-France en novembre 2022.

## Urbanisme

### Typologie
Au 1er janvier 2024, Gargas est catégorisée ceinture urbaine, selon la nouvelle grille communale de densité à sept niveaux définie par l'Insee en 2022.
Elle appartient à l'unité urbaine d'Apt, une agglomération intra-départementale regroupant trois  communes, dont elle est une commune de la banlieue,,. Par ailleurs la commune fait partie de l'aire d'attraction d'Apt, dont elle est une commune de la couronne,. Cette aire, qui regroupe 18 communes, est catégorisée dans les aires de moins de 50 000 habitants,.

### Occupation des sols

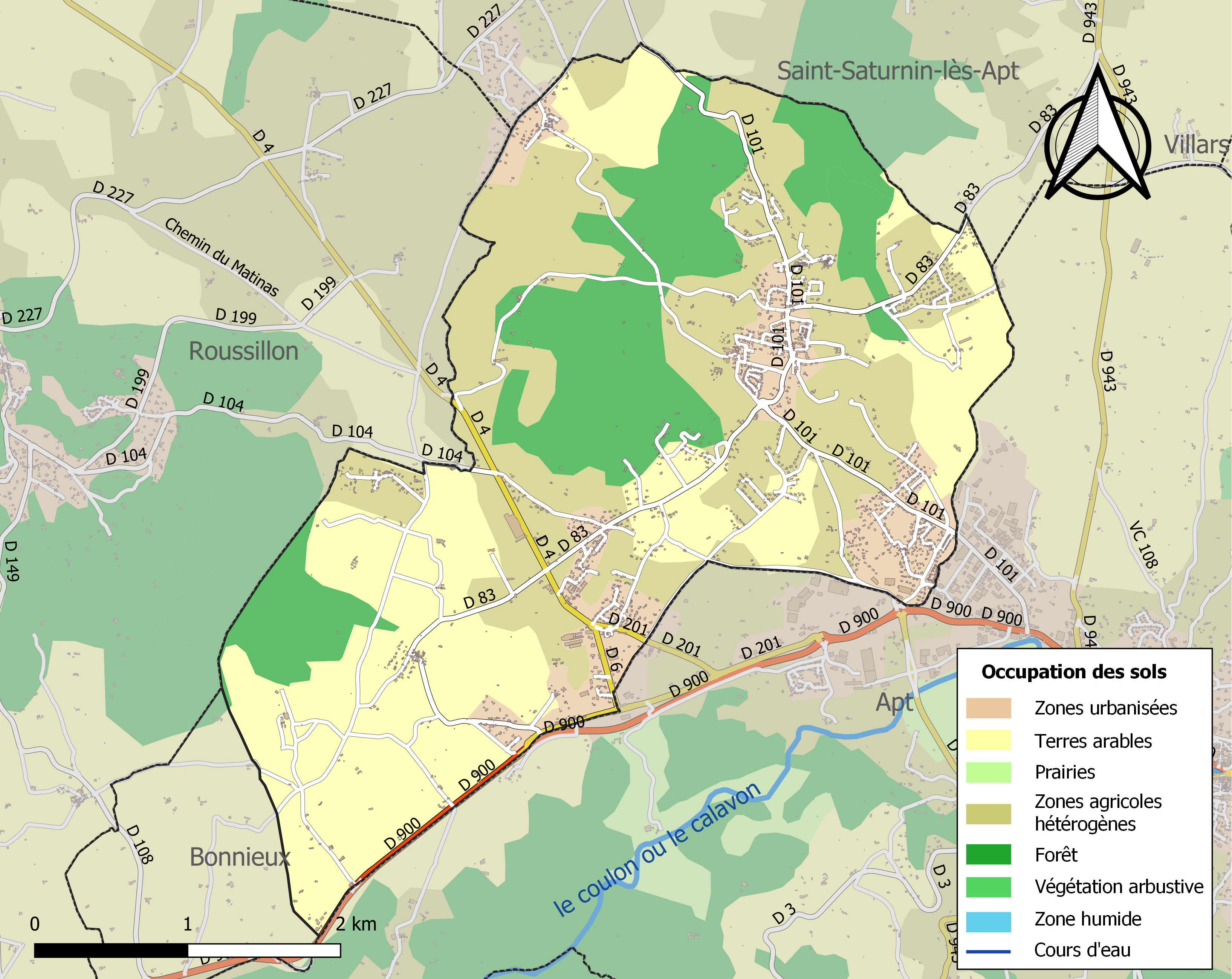
Carte des infrastructures et de l'occupation des sols de la commune en 2018 (CLC).

L'occupation des sols de la commune, telle qu'elle ressort de la base de données européenne d’occupation biophysique des sols Corine Land Cover (CLC), est marquée par l'importance des territoires agricoles (67,9 % en 2018), en diminution par rapport à 1990 (74,7 %). La répartition détaillée en 2018 est la suivante :
zones agricoles hétérogènes (34,2 %), forêts (21,5 %), cultures permanentes (19,7 %), terres arables (14 %), zones urbanisées (10,1 %), zones industrielles ou commerciales et réseaux de communication (0,5 %). L'évolution de l’occupation des sols de la commune et de ses infrastructures peut être observée sur les différentes représentations cartographiques du territoire : la carte de Cassini (XVIIIe siècle), la carte d'état-major (1820-1866) et les cartes ou photos aériennes de l'IGN pour la période actuelle (1950 à aujourd'hui).

### Lieux-dits, hameaux et écarts
Gargas possède de nombreux hameaux parmi lesquels :
- le Château
- la Coquillade
- la Grand Fontaine
- le JaslLes Lombards
- Perrotet
- Saint-Jean
- les Tamisiers
- les Sauvans
- les Vieux Sauvans
- les Margouillons

### Habitat et logement
En 2020, le nombre total de logements dans la commune était de 1 659, alors qu'il était de 1 521 en 2015 et de 1 494 en 2010.
Parmi ces logements, 83,7 % étaient des résidences principales, 12,2 % des résidences secondaires et 4,1 % des logements vacants. Ces logements étaient pour 91,8 % d'entre eux des maisons individuelles et pour 7,6 % des appartements.
Le tableau ci-dessous présente la typologie des logements à Gargas en 2020 en comparaison avec celle de Vaucluse et de la France entière. Une caractéristique marquante du parc de logements est ainsi une proportion de résidences secondaires et logements occasionnels (12,2 %) supérieure à celle du département (8,4 %) et à celle de la France entière (9,7 %). Concernant le statut d'occupation de ces logements, 75,6 % des habitants de la commune sont propriétaires de leur logement (75,5 % en 2015), contre 55,8 % pour le Vaucluse et 57,5 pour la France entière.
| Typologie                                               | Gargas | Vaucluse | France entière |
| ------------------------------------------------------- | ------ | -------- | -------------- |
| Résidences principales (en %)                           | 83,7   | 81,4     | 82,1           |
| Résidences secondaires et logements occasionnels (en %) | 12,2   | 8,4      | 9,7            |
| Logements vacants (en %)                                | 4,1    | 10,2     | 8,2            |

### Voies de communication et transports
La gare SNCF la plus proche est à Cavaillon, la gare TGV la plus proche est la gare d'Avignon TGV.
La commune est desservie par les sorties de l'autoroute A7 à Avignon Sud ou Cavaillon.

### Risques naturels et technologiques
À l'exception des cantons de Bonnieux, Apt, Cadenet, Cavaillon, et Pertuis classés en zone Ib (risque faible), tous les cantons du département de Vaucluse sont classés en zone Ia (risque très faible). Ce zonage correspond à une sismicité ne se traduisant qu'exceptionnellement par la destruction de bâtiments.

## Histoire

### Préhistoire

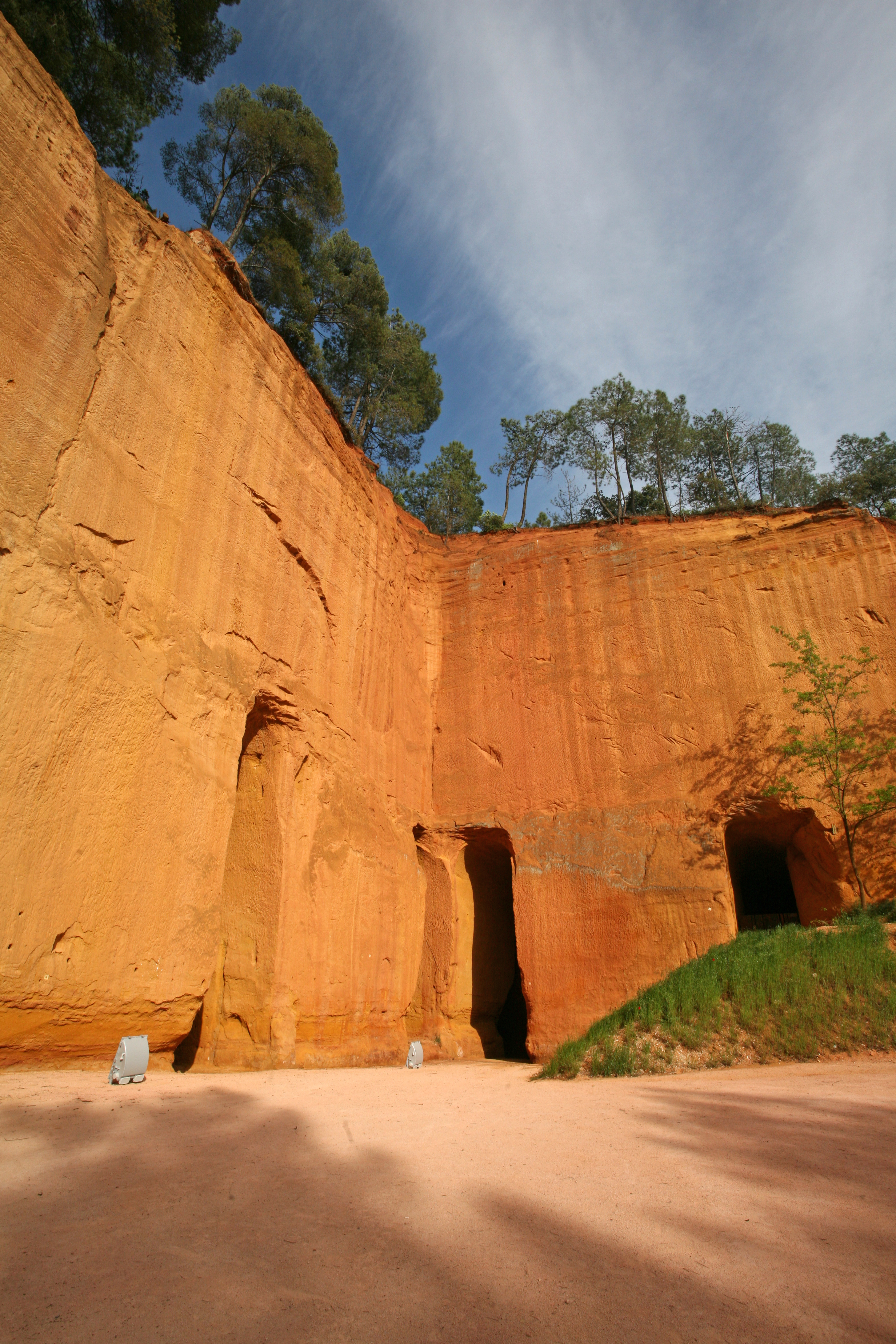
Les mines de Bruoux, un exemple de l'importance de l'activité ocrière de la région.

Des vestiges préhistoriques - paléolithique et néolithique - ont été trouvés au quartier de Trécassat.

### Moyen Âge

#### Haut Moyen Âge
La première mention du nom de Gargas date de 992 sous la forme de Gargatio.
La commune est composée de vingt-deux hameaux et écarts. Le cartulaire de l'église d’Apt donne le nom de quelques-unes des villæ carolingiennes qui leur ont donné naissance : Amado, Esdras, Caramagencia, Urbana, Intervias.

#### Bas Moyen Âge
Leurs terres et leurs vignes devaient, au XIIIe siècle, la dîme à l'abbaye des Dames de Sainte-Croix de Gargas. Mais par deux fois, celle-ci fut dévastée, en 1361 et 1371, par les routiers des Grandes Compagnies. Dégoûtées, les moniales se cloîtrèrent définitivement dans Apt.

### Temps modernes
Le castrum, construit au XIIe siècle, par Guirand et Bertrand de Simiane, neveux de Laugier d'Agoult, évêque d'Apt, fut, au XVIe siècle, l'objet de luttes fratricides, entre réformés et catholiques. Pris en 1574 par les religionnaires, puis en 1589 par les Ligueurs, il fut définitivement rasé en 1597.

### Révolution française et Empire
Le 12 août 1793 est créé le département de Vaucluse, constitué des districts d'Avignon et de Carpentras, mais aussi de ceux d'Apt et d'Orange, qui appartenaient aux Bouches-du-Rhône, ainsi que du canton de Sault, qui appartenait aux Basses-Alpes.

### Époque contemporaine
L'industrie ocrière est importante sur la commune.
2009, ouverture du site des mines de Bruoux au public.

## Politique et administration

### Rattachements administratifs et électoraux

#### Rattachements administratifs
La commune se trouve depuis 1926 dans l'arrondissement d'Apt du département de Vaucluse.
Elle faisait partie depuis 1801 du canton d'Apt. Dans le cadre du redécoupage cantonal de 2014 en France, cette circonscription administrative territoriale a disparu, et le canton n'est plus qu'une circonscription électorale.

#### Rattachements électoraux
Pour les élections départementales, la commune fait partie depuis 2014 d'un nouveau  canton d'Apt porté de 13 à 27 communes.
Pour l'élection des députés, elle fait partie de la cinquième circonscription de Vaucluse.

### Intercommunalité
Gargas était membre de la communauté de communes du Pays d'Apt, un établissement public de coopération intercommunale (EPCI) à fiscalité propre créé fin 1992 et auquel la commune avait transféré un certain nombre de ses compétences, dans les conditions déterminées par le code général des collectivités territoriales.
Conformément aux prescriptions de la loi de réforme des collectivités territoriales du 16 décembre 2010, qui a prévu le renforcement et la simplification des intercommunalités et la constitution de structures intercommunales de grande taille, cette intercommunalité a fusionné avec sa voisine pour former, le 1er janvier 2014, la communauté de communes Pays d'Apt-Luberon, dont est désormais membre la commune.

### Tendances politiques et résultats
Lors des élections municipales de 2014 dans le Vaucluse, la liste DVG menée par le maire sortant Maxime Bey est la seule candidate et obtient donc la totalité ded 1 058 suffrages exprimés. Elle est donnc élue en totalité et 4 de ses membres sont également conseillers communautaires.
Lors de ce scrutin, 40,57 % des électeurs se sont abstenus et 25,07 % des votants ont choisi un bulletin blanc ou nul.
Lors du premier tour des élections municipales de 2020 en Vaucluse, la liste menée par Laurence Le Roy obtient la majorité absolue des suffrages exprimés, avec 707 voix (63,18 %, 20 conseillers municipaux élus dont 4 communautaires), devançant très largement celles menées respectivement par :
- Corinne Paiocchi[17] : 237 voix, 21,17 %, 2 conseillers municipaux élus ;
- Pascal Bouxom[18] : 175 voix, 15,63 %, 1 conseiller municipal élu.

Lors de ce scrutin marqué par la pandémie de Covid-19 en France, 52,30 % des électeurs se sont abstenus.

### Liste des maires
| Période                                  | Période                        | Identité           | Étiquette   | Qualité |
| ---------------------------------------- | ------------------------------ | ------------------ | ----------- | --- |
| Les données manquantes sont à compléter. |                                |                    |             | |
| février 1790                             |                                | Joseph Tamisier    |             | Négociant |
| Les données manquantes sont à compléter. |                                |                    |             | |
| 1851                                     |                                | Toussaint Béridon  | Républicain | Cultivateur |
| Les données manquantes sont à compléter. |                                |                    |             | |
| vers 1975                                | mars 1989                      | Marc Anselme       | MRG         | |
| mars 1989                                | novembre 1990                  | René Richaud       |             | Exploitant de champignonnières Démissionnaire                                                                                              |
| novembre 1990                            | mai 2020                       | Maxime Bey         | PS-DVG      | Commerçant retraité (ferrailleur) Président de la CC du Pays d'Apt (1992 → 2013) Président de la CC Pays d'Apt-Luberon (janv. → avr. 2014) |
| mai 2020                                 | octobre 2023,                  | Laurence Le Roy    | SE          | Vice-présidente de la CC Pays d'Apt-Luberon (2020 → 2023) Décédée en fonction                                                              |
| 24 octobre 2023                          | En cours (au 12 décembre 2023) | Bruno Vigne-Ulmier | SE          | Cadre retraité |

## Équipements et services publics

### Enseignement

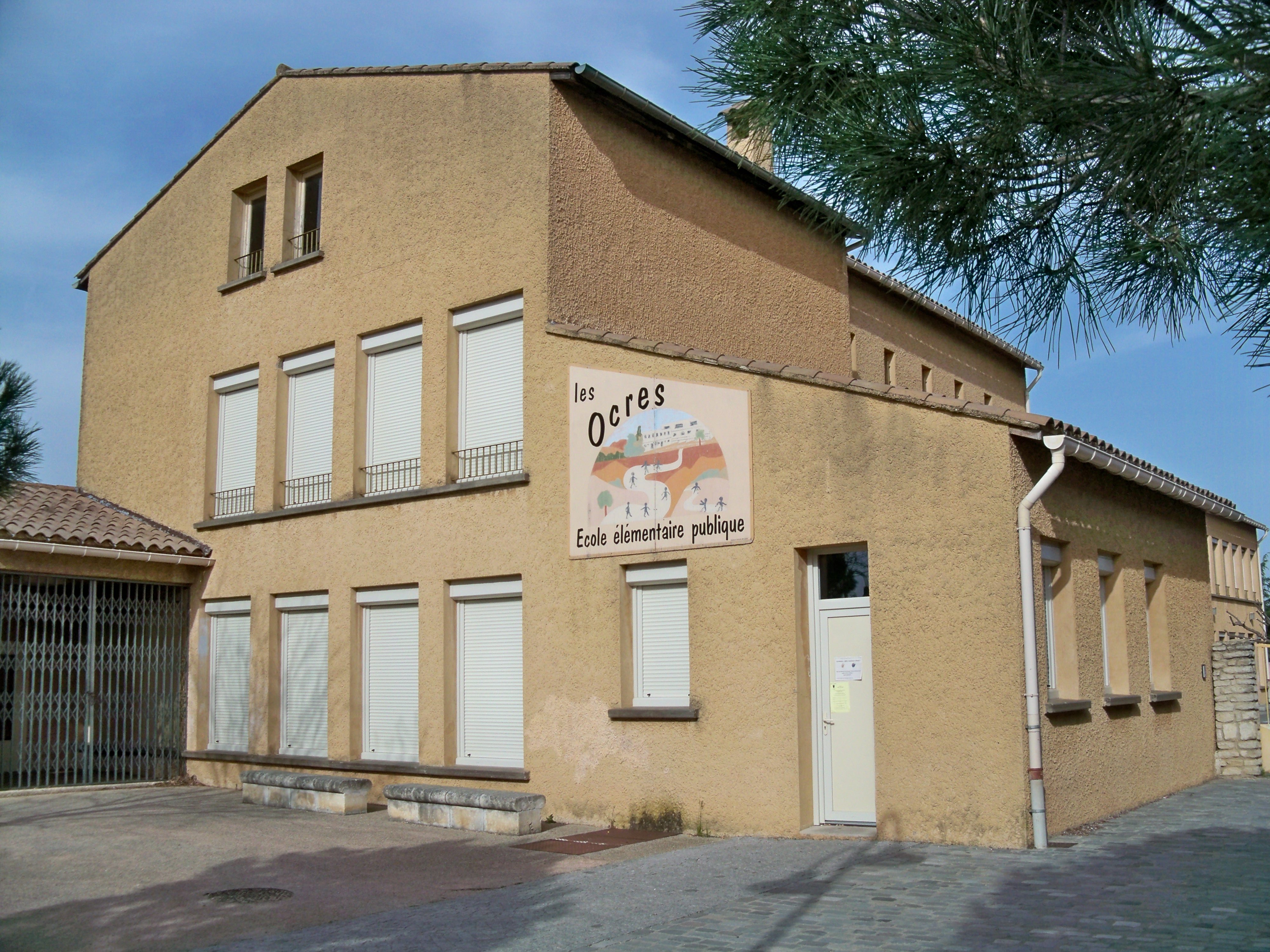
L'école primaire de Gargas.

Crèche, école maternelle Les Sources (quatre classes accueillant 87 élèves en 2023/2024) et école primaire Les Ocres (huit classes accueillant 183 éleves en 2023/2024)

### Santé
L'hôpital le plus proche se trouve à Apt.

### Équipements sportifs
On trouve :
- un stade de football équipé de vestiaires et de douches ;
- deux courts de tennis et un mur d'entrainement ;
- pour la pratique du tir à l'arc, deux pas de tir : un premier en extérieur, jusqu'à 90 mètres, un deuxième en salle (gymnase) pour les périodes hivernales ;
- un gymnase (salle de judo avec tatamis, salle de danse et de gymnastique et salle de tir à l'arc).

## Population et société
Les habitants de la commune sont appelés les Gargassiens.

### Démographie
L'évolution du nombre d'habitants est connue à travers les recensements de la population effectués dans la commune depuis 1793. Pour les communes de moins de 10 000 habitants, une enquête de recensement portant sur toute la population est réalisée tous les cinq ans, les populations de référence des années intermédiaires étant quant à elles estimées par interpolation ou extrapolation. Pour la commune, le premier recensement exhaustif entrant dans le cadre du nouveau dispositif a été réalisé en 2006.

En 2022, la commune comptait 3 020 habitants, en évolution de −0,43 % par rapport à 2016 (Vaucluse : +1,73 %, France hors Mayotte : +2,11 %).
| 1793 | 1800 | 1806 | 1821 | 1831 | 1836 | 1841 | 1846 | 1851 |
| ---- | ---- | ---- | ---- | ---- | ---- | ---- | ---- | ---- |
| 691  | 703  | 784  | 796  | 898  | 865  | 865  | 839  | 861  |

| 1856 | 1861 | 1866 | 1872 | 1876 | 1881 | 1886 | 1891 | 1896 |
| ---- | ---- | ---- | ---- | ---- | ---- | ---- | ---- | ---- |
| 887  | 909  | 896  | 837  | 789  | 753  | 810  | 817  | 831  |

| 1901 | 1906 | 1911 | 1921 | 1926 | 1931 | 1936 | 1946 | 1954 |
| ---- | ---- | ---- | ---- | ---- | ---- | ---- | ---- | ---- |
| 853  | 820  | 850  | 674  | 831  | 748  | 629  | 501  | 579  |

| 1962 | 1968 | 1975  | 1982  | 1990  | 1999  | 2006  | 2011  | 2016  |
| ---- | ---- | ----- | ----- | ----- | ----- | ----- | ----- | ----- |
| 614  | 690  | 1 065 | 1 870 | 2 875 | 2 928 | 2 980 | 2 900 | 3 033 |

| 2021  | 2022  | - | - | - | - | - | - | - |
| ----- | ----- | - | - | - | - | - | - | - |
| 3 039 | 3 020 | - | - | - | - | - | - | - |

### Cultes
Les Gargassiens disposent d'un lieu de culte catholique.

## Économie
La fabrication de briques fut pendant longtemps une richesse pour la commune.
Sa relative proximité de l'entrée de la ville d'Apt a favorisé le développement d'une importante zone d'activité.

### Agriculture
La commune produit des vins AOC ventoux. Les vins qui ne sont pas en appellation d'origine contrôlée peuvent revendiquer, après agrément, le label Vin de pays d'Aigues.

### Tourisme

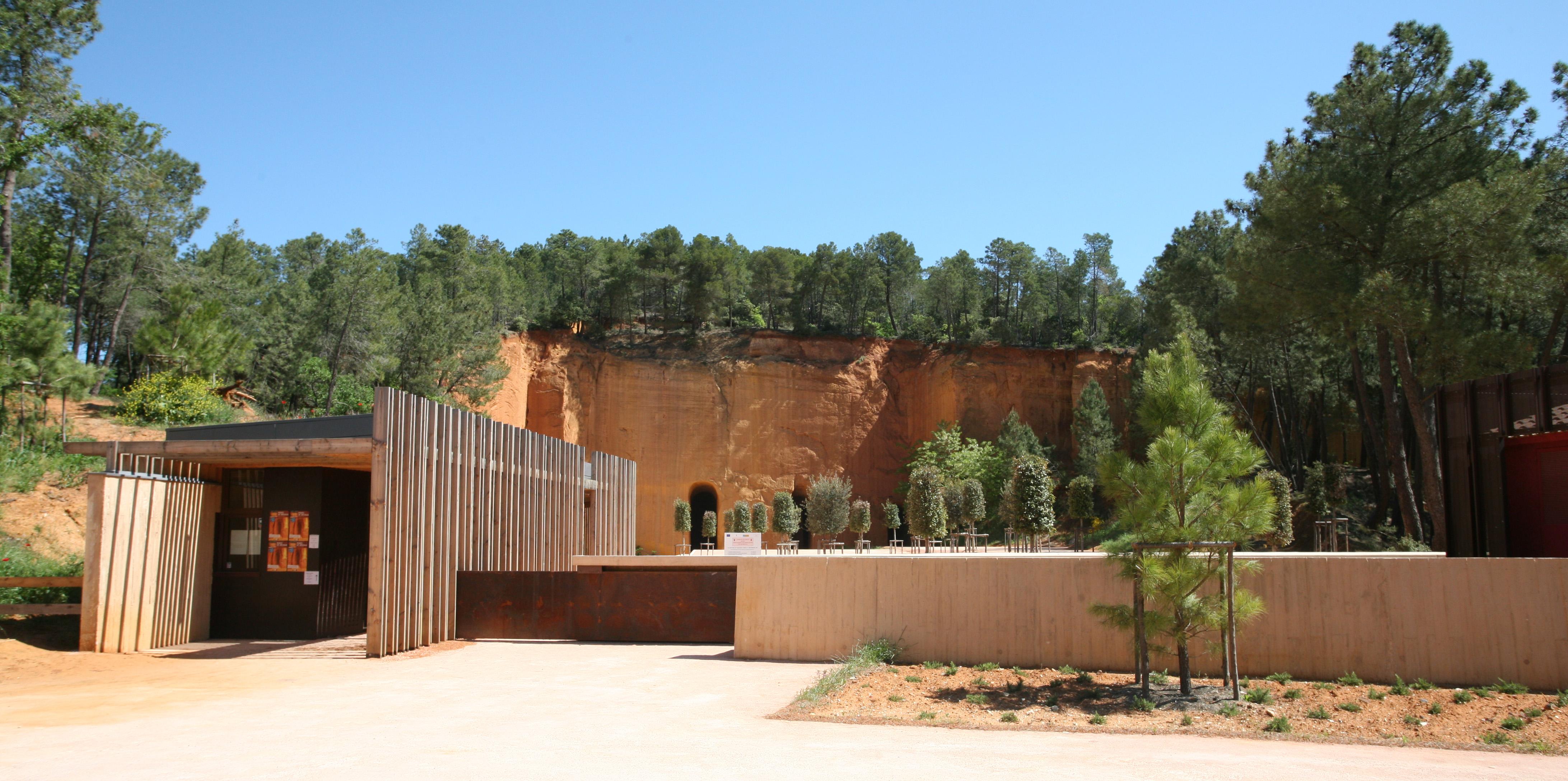
Le site des mines de Bruoux.

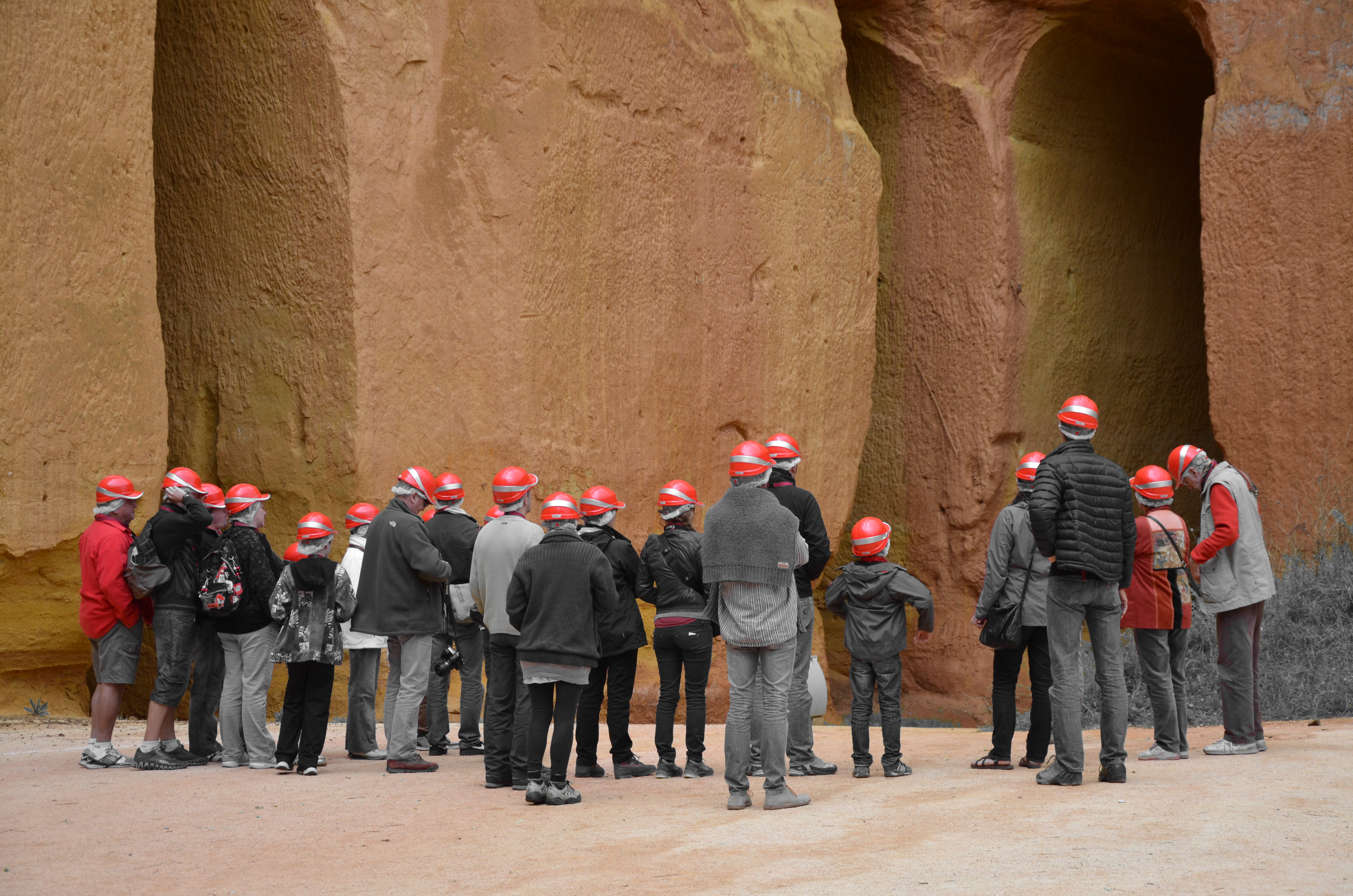
Visite des mines d'ocre de Bruoux. Entrée des galeries.

Comme l'ensemble des communes du nord Luberon, le tourisme joue un rôle, directement ou indirectement, dans l'économie locale.
On peut considérer trois principales sortes de tourisme en Luberon. Tout d'abord, le tourisme historique et culturel qui s'appuie sur un patrimoine riche des villages perchés ou sur des festivals. Ensuite, le tourisme détente qui se traduit par un important développement des chambres d'hôtes, de l'hôtellerie et de la location saisonnière, par une concentration importante de piscines et par des animations comme des marchés provençaux. Enfin, le tourisme vert qui profite des nombreux chemins de randonnées et du cadre protégé qu'offrent le Luberon et ses environs.
Ouverture aux touristes d'anciennes mines ocrières, les mines de Bruoux. Ce site est considéré comme un exemple d'architecture dite respectueuse.
Gargas possède également la dernière carrière d'ocre encore en activité détenue par la Société des Ocres de France.

## Culture locale et patrimoine

### Lieux et monuments

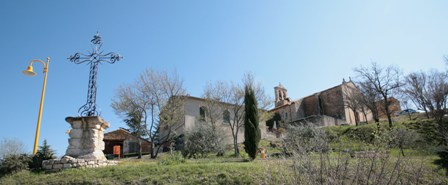
L'église Saint-Denis.

- Église Saint-Denis : cette église paroissiale, construite au XVIIe siècle, est surmontée d'un clocher-pignon à double baie. Sa façade de type roman est percée d'un oculus surmontant une niche dont la statuette (récente) de saint Denis décapité a maintenant retrouvé sa place. On la doit au sculpteur Edmond Gintoli. Fut restaurée en 1772[34]. L'église contient également des tentures peintes représentant le supplice de Saint Denis. Elle furent restaurées en 1992 grâce à l'obtention du prix "Un patrimoine pour demain" décerné par le journal Le pèlerin  magazine.
- Chapelle Notre-Dame de Broux : cette chapelle, sise vers le hameau des Lombards, fut au XIIe siècle la propriété de Laugier d'Agoult, l'évêque d'Apt. En partie ruinée, elle possède encore ses chapiteaux ornés d'un décor rudimentaire.
- Église du Logis-Neuf, datée du XVIIIe siècle, élevée en bordure de la RN 100.
- Les anciennes mines ocrières de Bruoux.

### Personnalités liées à la commune
- Gargas est la patrie du général Jacques Bernard d'Anselme (1740-1814), compagnon de Lafayette, qui reconquit lors de la Révolution le comté de Nice.
- Régis Mathieu (né en 1971), sa Lustrerie Mathieu (entreprise labellisée Entreprise du Patrimoine Vivant[35] (EPV) depuis 2007), installée sur la commune depuis 2001[36], et son Musée de Lustres[37].
- Johann Woehrel (né en 1989), connu sous le pseudonyme Ninja Woodbreaker a vécu a Gargas.

### Héraldique
| Blason de Gargas (Vaucluse) | Blason  | D'or, semé de tours et de fleurs de lis d'azur, à une mascle de gypse en fer de lance de gueules brochant sur le tout. |
| Blason de Gargas (Vaucluse) | Détails | Le statut officiel du blason reste à déterminer.                                                                       |